# Philippe Ier (roi des Francs)
Pour les articles homonymes, voir Philippe de France.
 (novembre 2013).
Philippe Ier, né le 23 mai 1052 et mort le 29 juillet 1108 au château de Melun, est roi des Francs de 1060 à 1108, quatrième de la dynastie dite des Capétiens directs.
Il est le fils d’Henri Ier, roi des Francs, et d’Anne de Kiev.

## Biographie

### Prénom
Philippe est sans doute le premier prince en Europe occidentale à recevoir ce prénom, d'origine grecque, ce qu'il doit probablement à « l'ascendance byzantine » de sa mère Anne de Kiev. Son accession au trône fera de « Philippe » le premier prénom non germanique porté par un roi de France.
Ce choix de prénom évoque un « rêve impérial » qui se poursuit à la génération suivante : Philippe donne à son héritier le nom de Louis, référence à Clovis et à Louis le Pieux.

### Couronnement
Henri Ier, père de Philippe et roi des Francs, sentant ses forces s'affaiblir, décide de faire sacrer son fils de son vivant selon la coutume de l'époque, et donc d'en faire un roi associé comme l'avaient fait Hugues Capet et Robert II envers leur héritier présomptif. Les grands seigneurs du royaume, l'assemblée des grands ainsi que le prélat envoyé par le pape Nicolas II, Hugues de Besançon, approuvent ce « passage de témoin » et Philippe est couronné à Reims le 23 mai 1059 du vivant de son père.
Philippe Ier ne règne seul qu'à partir de 1066, car son oncle, le comte de Flandre Baudouin V, assisté de l’archevêque de Reims Gervais de Belleme ainsi que, dans un premier temps, d’Anne de Kiev, exercent la régence de la mort d’Henri Ier, en 1060, jusqu’à 1067. Il sera couronné plusieurs fois dans son règne, par exemple le 25 décembre 1071, par l’évêque Élinand, en la cathédrale Notre-Dame de Laon,, comme le voulait la coutume de son temps.

### Règne
Sous son règne se dessinent les grandes lignes de la politique des souverains capétiens du XIIe siècle : assurer une base réelle à la puissance royale en consolidant le domaine, et abaisser ou contenir les trop puissants vassaux, chose que son père avait échoué à appliquer, provoquant une forte diminution du prestige et du pouvoir royal.

#### Agrandissement du domaine royal

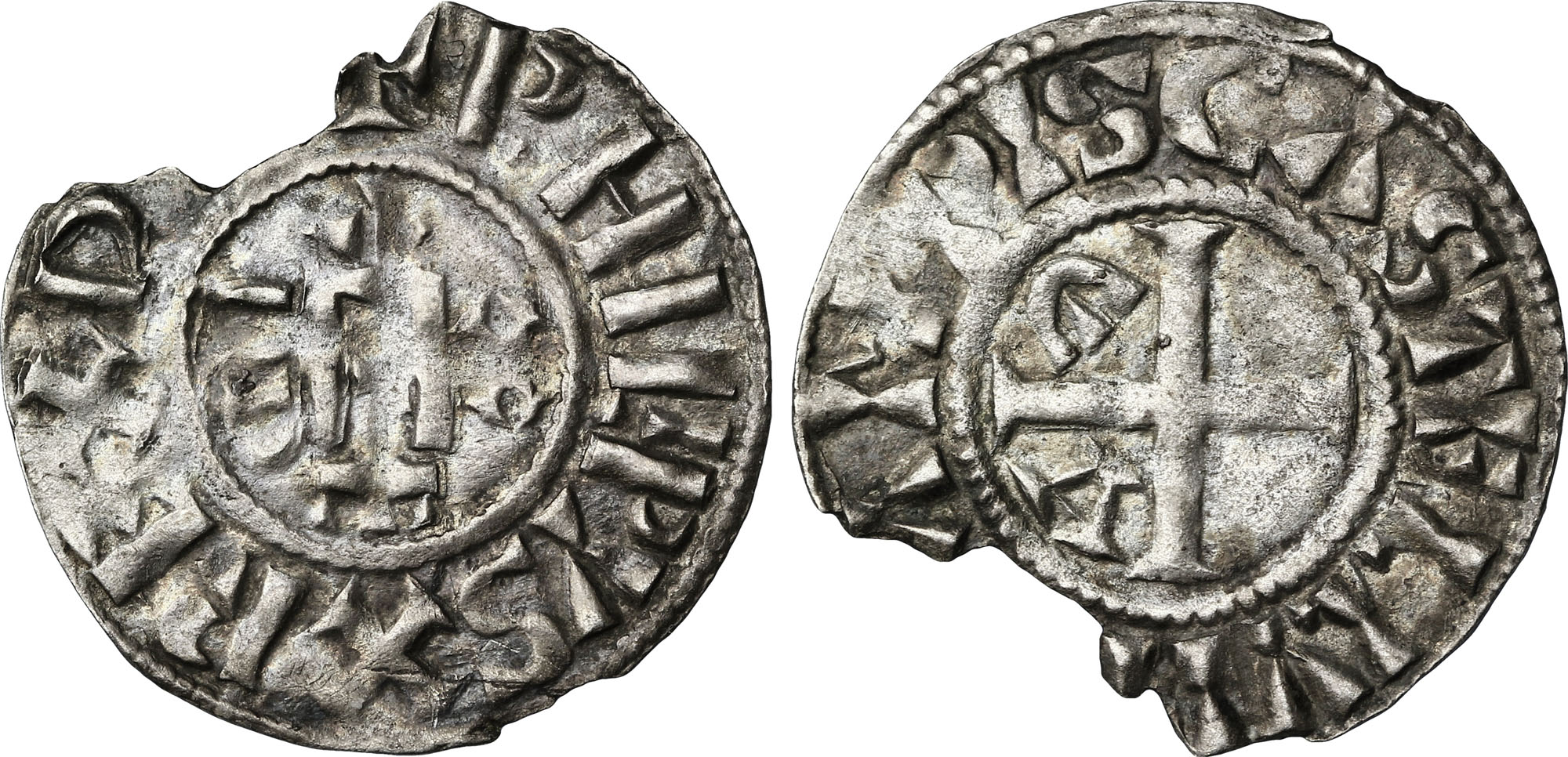
Denier de 3e type sous.

Pour agrandir le domaine royal, il s’empare d’une partie du Vermandois, du Gâtinais (1069), du Vexin français (1077). En 1101, il rachète pour une forte somme (60 000 sols d’or) la vicomté de Bourges et la seigneurie de Dun-le-Roi à Eudes Arpin, un chevalier qui part à la croisade. Il développe l’administration royale et, pour assurer des revenus à la couronne, dispose des biens de l’Église et vend les charges ecclésiastiques, ce qui lui attire les foudres des réformateurs grégoriens.
En 1071, il soutient Richilde de Hainaut, veuve du comte Baudouin VI de Flandre, et ses fils Arnoul III et Baudouin II contre leur beau-frère et oncle, Robert le Frison. Philippe est défait à la bataille de Cassel en février mais parvient à prendre Saint-Omer en mars. Arnoul III étant mort au cours de la bataille, il conclut la paix avec Robert qu'il reconnaît comme comte de Flandre et, pour consolider cette alliance, il épouse sa belle-fille, Berthe de Hollande (v. 1055 – † 1094), fille de Florent Ier, comte de Hollande, et de Gertrude de Saxe.

#### Lutte contre le duc de Normandie

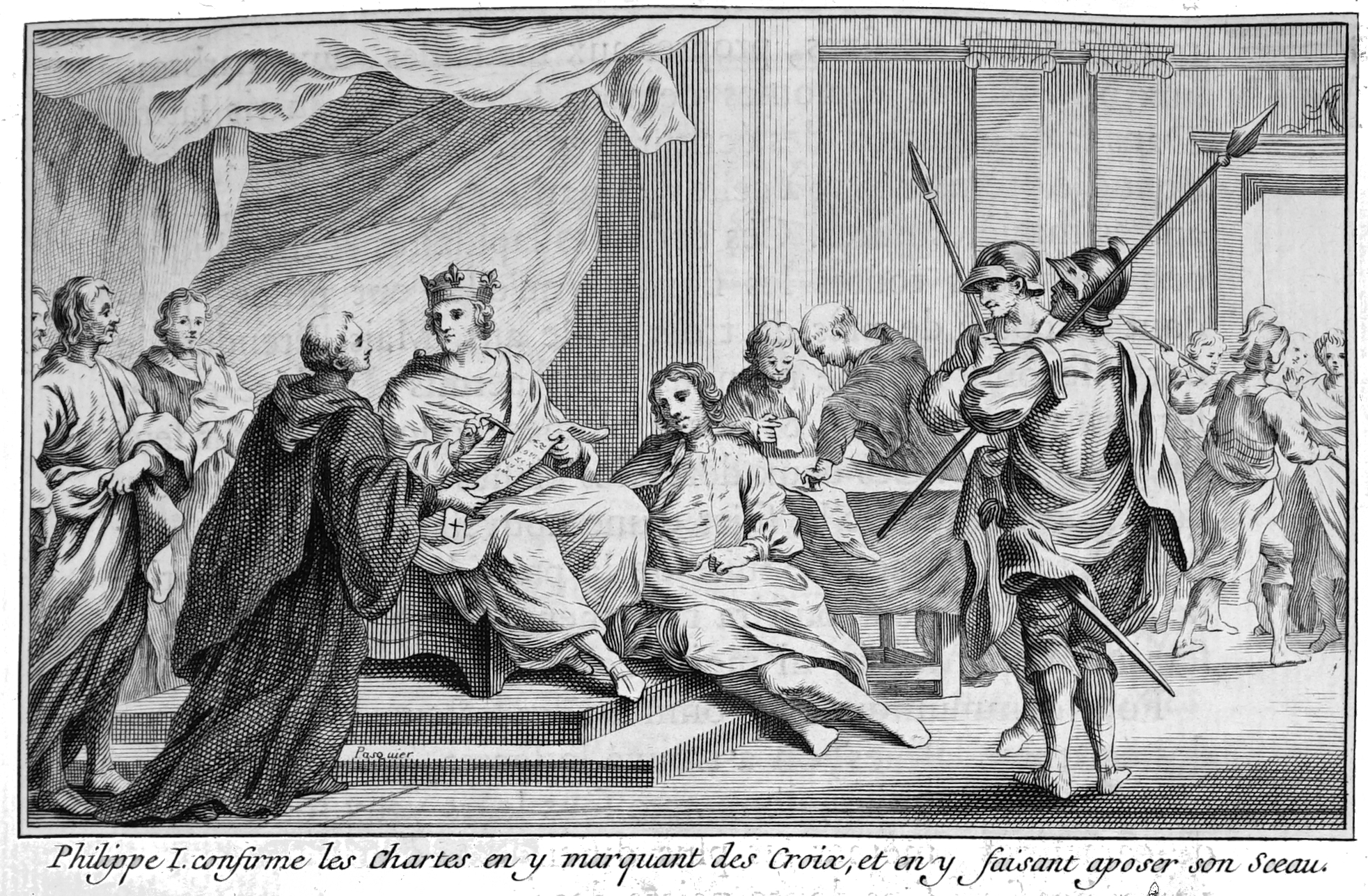
paraphe un acte.
Gravure extraite du Nouveau traité de diplomatique de René Prosper Tassin, XVIIIe siècle.

Mais pendant la plus grande partie de son règne, Philippe Ier lutte pour réduire la puissance de son vassal le plus redoutable, Guillaume le Conquérant, duc de Normandie devenu roi d’Angleterre en 1066. Philippe trouve l’appui de Foulques IV le Réchin, comte d’Anjou, et de Robert le Frison, qui se sentent aussi menacés par ce trop puissant voisin.
En 1076, Philippe inflige une grave défaite à Guillaume près de Dol-de-Bretagne. L’année suivante, fort de sa victoire, Philippe Ier s’empare du Vexin français, possession de Simon de Vexin (fils de Raoul de Crépy, beau-père de Philippe Ier), qui se fait moine, avec les châtellenies de Mantes et de Pontoise. Guillaume le Conquérant renonce à la Bretagne et fait la paix avec Philippe Ier. Ce dernier reste toutefois inquiet de la menace anglo-normande. Selon une politique qui sera reprise par ses successeurs, il s’efforce de développer les dissensions à l’intérieur de la famille du Conquérant.
En 1078, il prend parti pour Robert Courteheuse ou Courtecuisse, le fils aîné de Guillaume, qui s'est révolté contre son père. Après avoir confié la garde du château de Gerberoy, à côté de Beauvais, à Robert, il semble que Philippe Ier se soit retourné contre ce dernier. On le retrouve en 1079, en train d'assiéger le château en compagnie de Guillaume, qui est blessé au cours du siège. Peu après, Robert Courteheuse obtient le gouvernement de la Normandie. Le roi capétien reçoit en récompense la ville de Gisors située sur la rive droite de l’Epte.

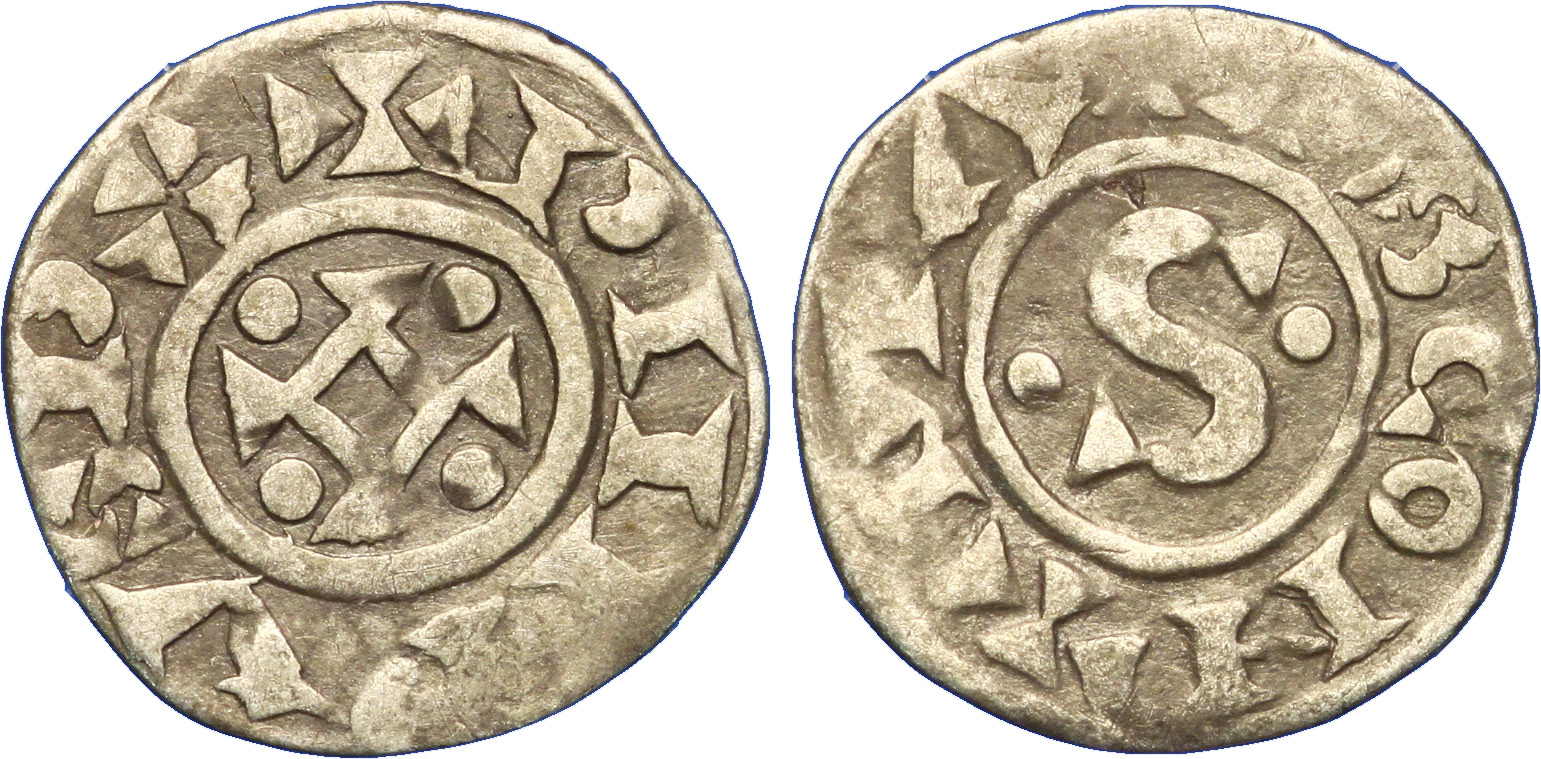
Denier de 2e type sous.

#### Échec contre les vassaux rebelles
En février 1079, alors que le roi hiverne à Étampes, éclate une rébellion de ses vassaux directs, menée par Hugues Blavons, seigneur du Puiset. Au printemps, l’armée royale est écrasée près du Puiset. Le prestige et l'autorité royale en sont durablement affaiblis.
Dans les années qui suivent la mort de Guillaume le Conquérant (1087), Philippe aide Robert Courteheuse qui essaie de récupérer le trône d’Angleterre dont son frère, Guillaume II le Roux, a hérité. Ce dernier tente, en représailles, de lui prendre le Vexin dans les années 1097–1099, mais échoue au cours de trois campagnes successives.

#### Frappé d'anathème
Au printemps 1092, Philippe s’entiche de Bertrade de Montfort († 1117), l’épouse de Foulques IV le Réchin. Il répudie alors Berthe de Hollande et se remarie avec Bertrade de Montfort le 27 mai 1092. En 1093, il signe une charte prononçant la soumission de l'abbaye Saint-Magloire à celle de l'abbaye de Marmoutier. Le 16 octobre 1094, le concile d'Autun où sont réunis trente-deux évêques prononce l’excommunication du roi, le divorce étant prohibé et à plus forte raison le remariage du vivant de la première épouse, jugé comme un adultère. Le couple royal vit ainsi pendant 10 ans sous le coup de l'anathème de l'Église. Philippe et Bertrade se soumettent lors du concile de Paris en 1104 mais malgré leur serment ils poursuivent leur vie commune. Son excommunication s'accompagne, selon Guibert, d'une perte du don du toucher des écrouelles.
Venu en France pour répandre la réforme grégorienne et excommunier le roi à nouveau, le pape Urbain II prêche la première croisade au concile de Clermont le 27 novembre 1095. Le roi excommunié ne peut participer à la croisade dont Hugues de Vermandois, son frère, est l’un des principaux acteurs, avec Raimond IV de Toulouse et Godefroy de Bouillon.

#### Réconciliation avec la papauté
Philippe confie les opérations militaires dans le Vexin à son fils Louis VI, associé à la couronne en 1098.
Après une controverse au sujet du dépositaire de l’évêché de Beauvais, entre 1100 et 1104, Philippe se réconcilie avec la papauté et il est absous en 1104. En 1107, le pape Pascal II rencontre Philippe et le futur Louis VI à Saint-Denis : l’alliance entre le royaume de France et la papauté contre le Saint-Empire est alors scellée pour un siècle.

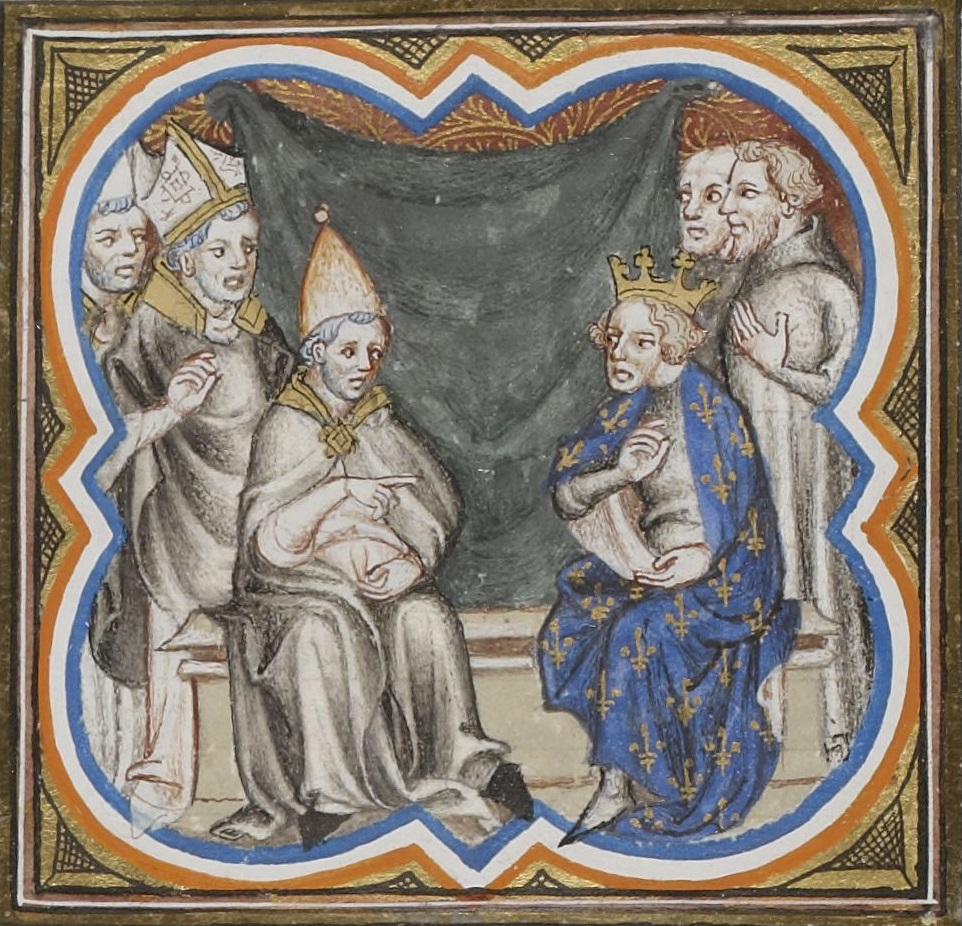
Le roi Philippe Ier et le pape Pascal II représentés dans une enluminure des Grandes Chroniques de France de Charles V, vers 1370-1379. BnF, département des manuscrits, ms. Français 2813, fo 187 ro.
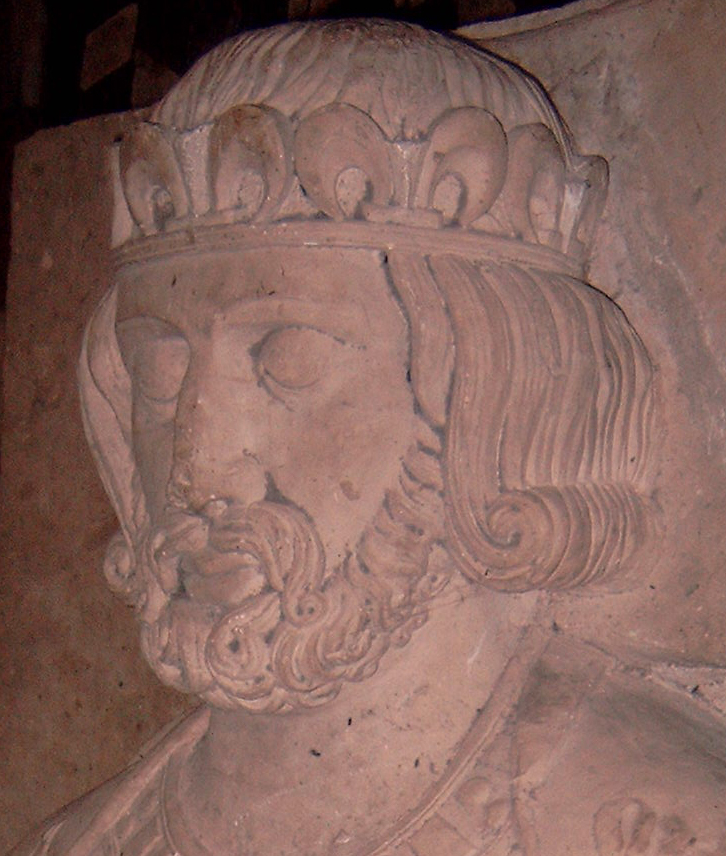
Gisant de Philippe Ier (vue d'artiste), abbaye de Saint-Benoît-sur-Loire, XIIIe siècle.
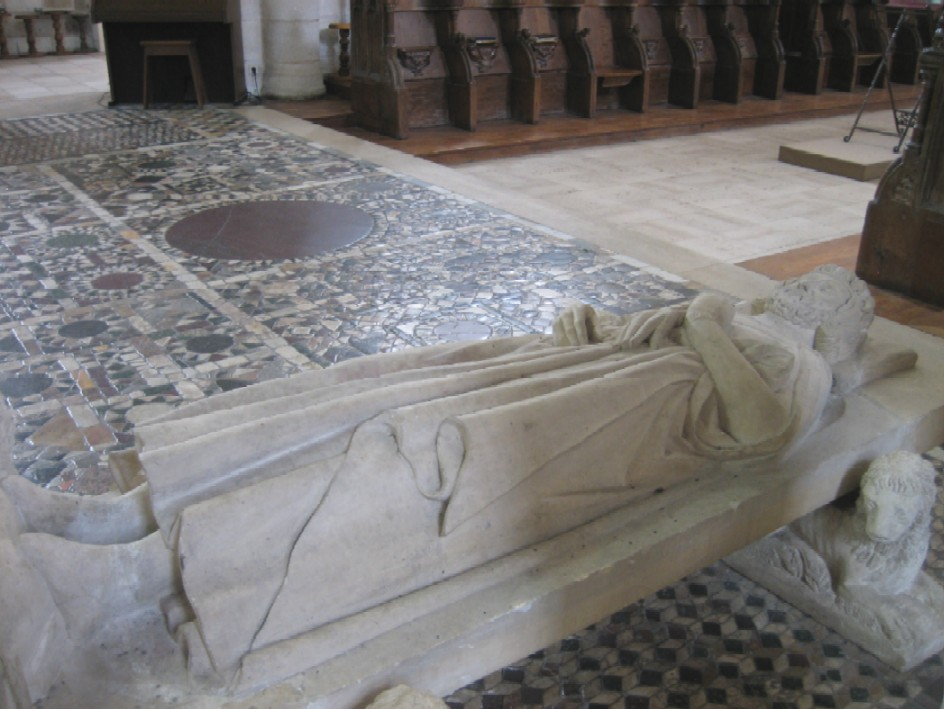
Gisant de Philippe Ier, abbaye de Saint-Benoît-sur-Loire, XIIIe siècle.

### Mort et succession
Le 29 juillet 1108, Philippe Ier meurt au château royal de Melun, à 56 ans, après un règne de 48 ans. Ne voulant pas, en raison de ses fautes, être enterré à côté de ses ancêtres en la basilique Saint-Denis, il a demandé à être inhumé dans l’abbaye de Fleury à Saint-Benoît-sur-Loire. Son fils Louis VI, âgé de vingt-sept ans, lui succède. Sa deuxième épouse, Bertrade de Montfort, alors âgée de trente-huit ans, prend le voile à l’abbaye de Fontevraud.

## Généalogie

### Fratrie
- Robert (1054–1063) ;
- Emma (1055–1109) ;
- Hugues (1057–1102), comte de Vermandois, époux d'Adélaïde de Vermandois. Il est la souche des comtes de Vermandois capétiens.

### Descendance
De l’union avec Berthe de Hollande sont issus :
- Constance (v. 1078 – † 1126) épouse d'’Hugues Ier, comte de Champagne, puis de Bohémond Ier d'Antioche ;
- Louis (1081 – † 1137) ; héritier de la couronne de France, règne sous le nom de Louis VI ;
- Henri (1083 – 1089) ;
- Charles (1085 – 1091) ;
- Eudes (1087 – 1094).

De la seconde union avec Bertrade de Montfort sont issus :
- Philippe (v. 1092 – † apr. 1133), comte de Mantes, marié vers 1104 à Élisabeth de Montlhéry, fille de Gui II de Montlhéry ;
- Fleury (v. 1095 – † apr. 1119) épouse l'héritière de Nangis ;
- Cécile (v. 1097 – † apr. 1145), mariée en 1106 à Tancrède de Hauteville, puis à Pons de Tripoli ;
- Eustachie, souvent mentionnée en généalogie, n'aurait jamais existé[18].